# Allobrogowie

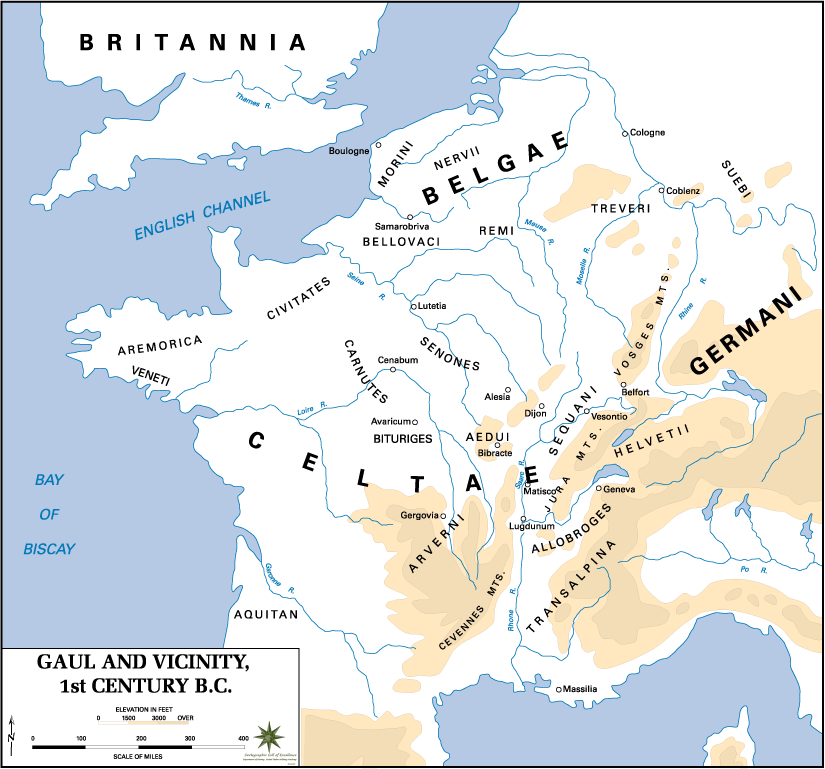
Mapa Galii w I w. p.n.e. pokazująca położenie Allobrogów

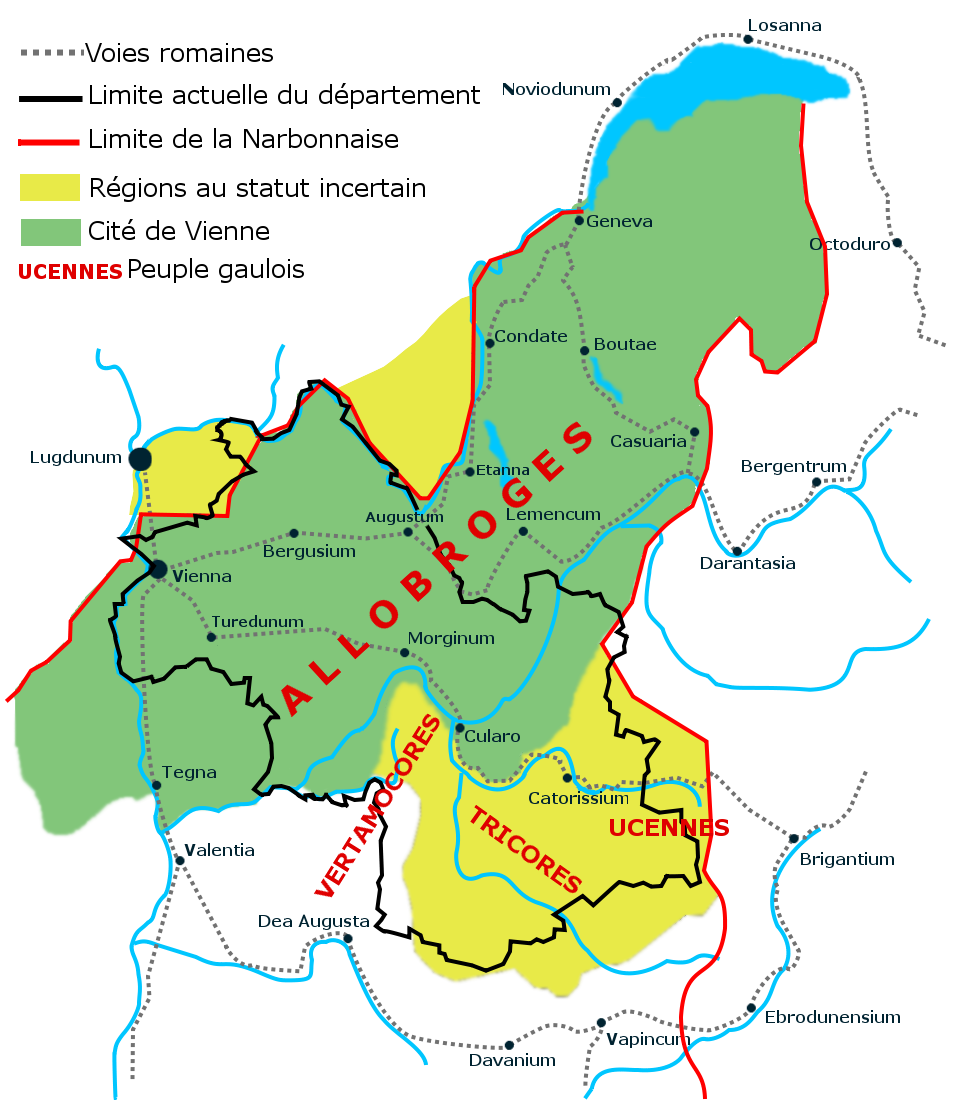
Tereny Allobrogów

Allobrogowie – starożytne plemię celtyckie zamieszkujące kiedyś tereny między Rodanem, Izerą, Jeziorem Lemańskim i Alpami Graickimi (Alpes Graiae). Główne ośrodki to Vienna Allobbrogum (ob. Vienne), Genava (ob. Genewa) i Cularo (ob. Grenoble).

## Nazwa i lokalizacja
Ich nazwa Allobroges, czyli „z innego kraju”, wskazuje na niedawne osiedlenie się na zajmowanym obszarze, na który przybyli w epoce lateńskiej. Zamieszkiwali tereny dzisiejszych departamentów Sabaudii, Delfinatu i przylegającą do nich część południowo-zachodniej Szwajcarii.

## Historia

### III w. p.n.e.
Pierwsza wzmianka o Allobrogach pojawia się w relacji o przejściu przez ich tereny Hannibala w 218 roku p.n.e., gdy punicki wódz rozsądził spór o panowanie między dwoma braćmi. Król Braneus (Brankos), którego popierała rada i starszyzna plemienna, został wygnany przez młodszego brata popieranego przez szlachetnie urodzoną młodzież. Hannibal przywrócił władzę Braneusowi, który odwdzięczył się zaopatrzeniem wyprawy przeciwko Rzymianom w zboże oraz odpowiednią odzież i obuwie potrzebne do przeprawy przez góry.

### II w. p.n.e.
Pierwsze starcie Allobrogów z Rzymianami miało miejsce w II wieku p.n.e. w czasie kilkuletniej wojny w latach 125-121 p.n.e. Jej przyczyną było najechanie Eudów będących sprzymierzeńcami rzymskimi oraz udzielenie schronienia Teutomotulosowi, królowi Salluwiów, który napadł na grecką kolonię Massalię, będącą pod ochroną Rzymu. Konsulowie Fulwiusz Flakkus i Sekstiusz Kalwinus rozgromili Salluwiów w bitwie w 125 p.n.e., a Teutomotulos i część przywódców plemiennych uciekli do Allobrogów. Rzymianie wykorzystali to jako pretekst do zaatakowania Allobrogów i sprzymierzonych z nimi Arwernów.
Allobrogowie zostali pokonani przez wojska rzymskie pod wodzą konsula Kwintusa Fabiusza Maksimusa (w sierpniu 121 u ujścia rzeki Izery) oraz prokonsula Gnejusza Domicjusza Ahenobarbusa w 121 roku p.n.e. Obaj zwycięzcy zyskali prawo do odbycia triumfu w Rzymie, a Fabiusz otrzymał agnomen Allobrogicus. W 120 roku p.n.e. Domicjusz z powodzeniem kontynuował walki z Allobrogami pod Vindalium (obecnie Vedène). Tereny pokonanych Allobrogów zostały wcielone do Galii Narbońskiej (Gallia Narbonensis).
Na ziemiach Allobrogów zginął w bitwie Lucjusz Kasjusz Longinus konsul w roku 107 p.n.e. Do starcia doszło pod Burdigalą lub Aginnon. Helweckie plemię Tygurynów pod wodzą Dywikona rozbiło armię Kasjusza, a sam konsul zginął w bitwie. Powodem ataku Tygurynów na Allobrogów będących sojusznikami Rzymian była inwazja germańskich Cymbrów i Teutonów na ziemie Galów. W bitwie zginęło wielu dowódców, m.in. legat legionu Lucjusz Kalpurniusz Pizon Cezoninusz, będący konsulem w roku 112 p.n.e. oraz dziadkiem teścia Cezara. Pojmani jeńcy rzymscy musieli przejść pod jarzmem i oddać połowę mienia, aby móc odzyskać wolność.

### I w. p.n.e.
W 69 roku p.n.e. Inducjomar, naczelnik Allobrogów, oskarżał wraz z Pletoriuszem o zdzierstwa Marka Fontejusza, namiestnika Galii Narbońskiej w latach 76-74 p.n.e., którego w sądzie bronił Cyceron. Cyceron bronił jeszcze jednego polityka rzymskiego oskarżonego o złupienie prowincji i Allobrogów. Był nim Gajusz Kalpurniusz Pizon, konsul w roku 67 p.n.e. i namiestnik Galii Narbońskiej jako prokonsul w latach 66-65 p.n.e., który w tym czasie stłumił powstanie Allobrogów. Z oskarżeniem wystąpił Cezar, a proces odbył się za konsulatu Cycerona w 63 roku p.n.e.
W grudniu 63 roku p.n.e. przybyli do Rzymu posłowie Allobrogów rozżaleni na zachłannych urzędników rzymskich. Poprzez Publiusza Umbrenusa nawiązał z nimi kontakt Publiusz Gabiniusz Kapiton, który był jednym z głównych przywódców sprzysiężenia Katyliny. Spiskowcom zależało na pozyskaniu galijskiej jazdy. Allobrogowie byli skłonni obiecać pomoc, ale postanowili zwrócić się po radę do swego opiekuna w Rzymie do Kwintusa Fabiusza Sangi, który powiadomił o całej sprawie Cycerona. Cyceron, który wtedy sprawował urząd konsula już na początku listopada zdemaskował spisek Lucjusza Sergiusza Katyliny, potrzebował jednak dowodów rzeczowych do oficjalnego oskarżenia spiskowców. Dlatego polecił posłom Allobrogów udawać chęć przyłączenia się do spisku. Listy podpisane przez głównych uczestników sprzysiężenia, którymi było wielu wybitnych obywateli rzymskich, przekazane przez Allobrogów Cyceronowi, przyczyniły się do skazania wspólników Katyliny. Za pomoc w całej sprawie posłom Allobrogów przyznano nagrodę.
Niedługo po tych wydarzeniach w 62/61 roku p.n.e. Allobrogowie zbuntowali się przeciwko Rzymianom i najechali Galię Narbońską. Namiestnik Galii Narbońskiej propretor Gajusz Pontyniusz , wysłał przeciwko nim Manliusza Lentinusa, by zaatakował miasto Valentia (obecnie Valence). Miasto nie zostało zdobyte, gdyż na odsiecz przybył Katugnatus, wódz Allobrogów. Atak Lentinusa został odparty, a od klęski uratowała go gwałtowna burza. Dopiero druga akcja Lentinusa przeciwko Valenti doprowadziła do zburzenia miasta. Kolejni wysłani przez Pontyniusza dowódcy, Lucjusz Mariusz i Serwiusz Galba, po przeprawieniu się przez Rodan zaatakowali Solonion (prawdopodobnie obecne La Sône), inne miasto Allobrogów. Ponownie pomoc Katugnatusa uratowała miasto od zdobycia przez Rzymian. Wtedy Pontyniusz zebrał całe wojsko, otoczył Solonion i stłumił rebelię.
Wiosną 58 roku p.n.e. Eduowie, Ambarrowie i Allobrogowie zostali zaatakowani przez Helwetów pod wodzą Dywikona, który prowadził całe plemię do nowych siedzib w kraju Santonów przez tereny Galli Narbońskiej. Allobrogowie zwrócili się po pomoc do Cezara, co było dla niego pretekstem do rozpoczęcia podboju Galii. Po rozbiciu Helwetów pod Bibrakte Cezar nakazał Helwetom odbudować zniszczone osiedla Allobrogów, natomiast Allobrogowie zostali zobowiązani do dostarczenia zboża pokonanym Helwetom.
W czasie powstania Wercyngetoryksa, wodza Arwernów w roku 52 p.n.e. pozostali wierni Rzymowi, choć na ogólnogalijskim zjeździe w Bibrakte w 52 roku p.n.e. podjęto decyzję o najechaniu Allobrogów przez Eduów pod wodzą brata Eporedoryksa oraz próbowano skusić ich naczelników pieniędzmi i władzą nad odebraną Rzymianom Galią Narbońską.
W czasie wojny domowej Cezara z Pompejuszem wśród jeźdźców Cezara znajdowali się również Allobrogowie. O dwóch braciach, Roucillusie i Egusie, synach Abducilla, naczelnika Allobrogów, wspomina Cezar w swojej relacji O wojnie domowej. Zostali oni przez Cezara hojnie nagrodzeni za dzielność, lecz (...) dufni w przyjaźń Cezara i nadęci głupią, barbarzyńską pychą, z pogardą patrzyli za swoich, jeźdźców okradali na żołdzie i wielkie łupy odsyłali do domu. Zostali skarceni przez rzymskiego wodza, a potem przeszli na stronę Pompejusza z dużą liczbą koni i przyczynili się do sporych strat po stronie Cezara w czasie walk w Grecji zanim doszło do starcia pod Dyrrachium w lipcu 48 roku p.n.e., jak też niepomyślnego dla Cezara wyniku samej bitwy.
Po śmierci Cezara doszło do jeszcze jednego buntu Allobrogów. Miał on miejsce w 43 roku p.n.e. i wiązał się z wygnaniem przez Allobrogów rzymskich osadników z miasta Vienna w Galii Narbońskiej. Senat rzymski nakazał namiestnikom Lucjuszowi Plankusowi (namiestnik Gallii Comata) i Markowi Lepidusowi (namiestnik Gallii Narbońskiej i członek II triumwiratu) pomóc rzymskim uchodźcom. Wypędzeni przez Allobrogów obozowali u ujścia rzeki Saony do Rodanu, prawdopodobnie w liczbie kilkunastu tysięcy. W tej okolicy postanowiono zbudować miasto, położone około 30 km na północ i nazwane Lugdunum (pierwotnie Lugudunum), obecny Lyon.